# Frederick Kingsbury
Frederick „Fred“ John Kingsbury IV. (* 20. Mai 1927 in Fredericksburg, Virginia; † 7. Oktober 2011 in Guilford, Connecticut) war ein Ruderer aus den Vereinigten Staaten, der bei den Olympischen Spielen 1948 die Bronzemedaille im Vierer ohne Steuermann gewann.

## Leben
Der Sohn des Ruder-Olympiasiegers von 1924 Howard Kingsbury studierte an der Yale University und ruderte für deren Sportteam, die Yale Bulldogs. Für die Olympischen Spiele 1948 qualifizierte sich ein Vierer der Yale University mit Frederick Kingsbury, Stuart Griffing, Gregory Gates und Robert Perew. An der olympischen Regatta auf der Strecke der Henley Royal Regatta bei Henley-on-Thames nahmen zehn Mannschaften teil. Die Yale-Crew gewann ihren Vorlauf und ihr Halbfinale. Im Finale waren nur drei Boote am Start. Es gewannen die Italiener mit viereinhalb Sekunden Vorsprung vor den Dänen, die Amerikaner lagen im Ziel weitere vier Sekunden dahinter.
Kingsbury graduierte 1950 und schloss ein Masters-Studium an. In den 1960er Jahren promovierte der Elektroingenieur. Kingsbury arbeitete am Naval Underwater Sound Laboratory in New London, das später zum Naval Underwater Systems Center wurde. Dort leitete Kingsbury die Abteilung für Sonartechnologie bis zu seinem Eintritt in den Ruhestand. 